# Carapicuíba
Carapicuíba è un comune del Brasile nello Stato di San Paolo, parte della mesoregione Metropolitana de São Paulo e della microregione di Osasco. È divenuto comune nel 1964 in seguito alla separazione amministrativa dalla città di Barueri.
L'altezza media di Carapicuiba è di 717 metri sul livello del mare.
Il clima della città è subtropicale, la temperatura media annuale è di circa 18 °C, il mese più freddo è luglio (media di 14 °C) ed il mese più caldo è febbraio (media di 22 °C).
Confina con i comuni di:
Barueri a Nord e Ovest, Osasco a est, Cotia a Sud, Jandira a Sudest e dista circa 27 km dalla capitale Federale San Paolo. Nei suoi pressi scorre il Fiume Tietê.

## Origine del nome
Il nome "Carapicuíba" ha origine dalla lingua tupi antica, che veniva parlata dai nativi di quelle aree geografiche. Si presume che derivi da Quar-I-Picui-Bae, che era il nome dato dalle popolazioni indigene al rio che fa da confine naturale con Osasco, ma non si sa con certezza.

## Storia
Carapicuiba fu uno dei dodici borghi fondati da padre José de Anchieta (intorno al 1580), inizialmente apparteneva al villaggio di Barueri che a sua volta faceva parte del municipio di Santana de Parnaíba.
Carapicuíba divenne un importante punto di passaggio e ristoro per coloro che viaggiavano verso i territori all'interno del paese. Lo sfruttamento della manodopera indigena per la coltivazione delle terre e le opere edili rendeva critica la convivenza delle popolazioni indigene e i colonizzatori bianchi. Intorno al 1770 la situazione cominciò a migliorare, grazie alla concessione alla popolazione indios di poter vivere e avere propri commerci all'interno della cittadella. Nello stesso periodo iniziarono spettacoli di folclore indigeno, facendo divenire Carapicuiba il maggior polo folcloristico dello Stato di San Paolo dell'epoca.
Il passaggio definitivo da villaggio a città avvenne intorno al 1875 con la costruzione della ferrovia Sorocaba, che permetteva, passando per Carapicuiba, il trasporto di persone e merci da San Paolo fino a Itù. Il maggior afflusso di persone, e l'istituzione dei primi centri di macellazione dei manzi provenienti dall'ovest del paese e ridistribuiti verso la capitale, ebbero l'effetto di incrementare la popolazione e l'importanza economica della cittadina.

## Società

### Evoluzione demografica
In base al censimento redatto dal IBGE (Instituto Brasileiro de Geografia ed Estatística) reso pubblico il 1º dicembre 2010 risulta che la popolazione residente del comune di Carapicuiba è composta da:
Residenti maschi: 179353 (48,49%)
Residenti femmina: 190555 (51,51%)
Totale della popolazione residente: 369 908 abitanti posti su un'area urbana pari a 34,967 km², con una densità demografica di 10575,7 residenti/km².